# رؤية اللون

ينتج اللون عن ترجمة الدماغ للإشارات العصبية التي ترسلها الخلايا العصبية في العين والتي تتحسس الأطوال الموجية من الطيف المرئي المنعكسة عن الجسم

رؤية اللون أو إبصار الألوان (بالإنجليزية: Color vision)‏ هي قدرة الكائنات الحية والآلات على تمييز الأجسام اعتمادا على أطوال موجات (أو ترددات) الضوء المنعكس منها أو الصادر عنها. يميز الجهاز العصبي اللون بمقارنة استجابات الأنواع المختلفة من الخلايا المخروطية في العين للضوء.
هذه الخلايا المخروطية حساسة للأجزاء المختلفة من الطيف المرئي. ويتراوح الطيف المرئي للبشر تقريبا من 380 إلى 740 نانومتر، ويوجد عادة ثلاث أنواع من المخاريط. ويتفاوت المجال المرئي وعدد المخاريط بين الأنواع الحية (يوجد ثلاثة أنواع من المخاريط عادة في العين البشرية).
لا تصدر التفاحة الحمراء ضوءًا أحمرًا  وإنما تمتص جميع ترددات الضوء المرئي الساقط عليها ماعدا مجموعة من الترددات تنعكس عنها وتدركها العين أنها حمراء. ترى التفاحة حمراء لأن العين البشرية تستطيع التمييز بين أطوال الموجات المختلفة. اللون هو شيء في الدماغ وليس خاصية للأجسام. في بعض المواد ذات اللونية المزدوجة [الإنجليزية] (مثل زيت بذور القرع [الإنجليزية]) لا تعتمد صبغة اللون على الخصائص الطيفية للمادة فحسب، وإنما على تركيزها وعمقها أو سمكها.

## تمييز أطوال الموجات وصبغة اللون
اكتشف إسحاق نيوتن أن اللون الأبيض يمكن أن يتحلل إلى مكوناته الملونة عندما يمرر خلال موشور، وإذا أعدنا دمج حزم الضوء هذه سنحصل على ضوء أبيض. والألوان المكونة للون الأبيض هي بالترتيب من الأطوال الموجية القصيرة إلى الطويلة: بنفسجي، والأزرق، والأخضر، والأصفر، والبرتقالي، والأحمر. إذا كانت الفروق في طول الموجة كافية، ستتمكن العين عندها من الإحساس بفروق في صبغة اللون، ويتفاوت أصغر فرق ملحوظ [الإنجليزية] في طول الموجة من حوالي 1 نانومتر (الأطوال الموجية الأزرق المخضر والأصفر) إلى 10 نانومتر وأكثر (الأحمر والأزرق). إذن يمكن للعين أن تميز عدة مئات من الألوان، وعند مزج هذه الألوان الطيفية النقية مع بعضها أو تمديدها بالضوء الأبيض، يمكن عندها أن يرتفع الرقم ارتفاعا كبيرا. وتستطيع العين البشرية تمييز أكثر من عشرة ملايين لون.
في ظروف الإضاءة المنخفضة، والمسماة بالرؤية الليلية، التي تستثار فيها الخلايا العصوية، ولا تشعر بالفروق اللونية، وتكون الخلايا العصوية حساسة بحدودها القصوى بحدود 500 نانومتر. وفي ظروف الإضاءة الساطعة، مثل ضوء النهار، والمسماة بالرؤية النهارية، التي تستثار فيها الخلايا المخروطية وتكون استثارة الخلايا العصوية قد تجاوزت حد الإشباع، وتكون العين في هذه المنطقة أكثر حساسية للأطوال الموجية قرب 555 نانومتر. وبين هذه المناطق تعرف الرؤية الغلسية، والتي تعطي فيها الخلايا من كلا النوعين إشارة مفهومة إلى الخلايا العقدية الشبكية.
ينتج الإحساس باللون الأبيض من مجمل الطيف المرئي، أو بمزج الألوان لعدة أطوال موجية، مثل الأحمر والأخضر والأزرق، أو بمزج زوجين من الألوان المكملة مثل الأزرق والأصفر.